# Винер, Лео
Лео Ви́нер (англ. Leo Wiener, при рождении Лейб Зе́льманович Ви́нер; 15 июля 1862, Белосток — 1939, Белмонт, Массачусетс) — американский лингвист, историк литературы и переводчик.

## Биография
Лейб (Леон) Зельманович Винер родился 15 июля (по старому стилю) 1862 года в Белостоке Гродненской губернии. Его отцом был Зельман Симхович Винер (1839—?), уроженeц Корчина, учитель; мать — Фрейда Шолемовна Рабинович (1838—?). Родители заключили брак там же 11 августа 1861 года. Учился в Минской, а затем в Варшавской гимназии (1881), учился в Берлинском политехническом институте (1881—1882), после окончания второго курса которого решил продолжить образование в США.
В США ему пришлось сменить ряд работ: служил на железной дороге, был развозчиком фруктов, преподавал математику, а позже — немецкий и французский языки в Миссурийском университете в Канзас-сити.
Лео Винер был полиглотом и знал более 20 языков. Его первые исследования в области лингвистики были связаны с еврейской филологией и литературой. Они были посвящены лингвистическим элементам идиша в белорусском, русском, польском и немецком языках.
В 1884—1892 годах преподавал в Канзас-Сити. В 1896 году Лео Винер принял должность преподавателя славянских языков и литературы в Гарвардском университете, в 1911—1930 годах был профессором на кафедре славянских языков и литературы.
Лео Винер стал пионером научного изучения русской литературы, составителем первой в США «Антологии русской литературы от начального периода до наших дней» (1902—1903). Антология включала лучшие произведения от Михаила Ломоносова до Федора Достоевского и Антона Чехова и неоднократно переиздавалась, последний раз — в 2001 году.
Лео Винер был известным переводчиком и пропагандистом творчества Льва Толстого. Винер был переводчиком и редактором 24-томного собрания сочинений Льва Толстого, изданного на английском языке в Бостоне в 1904—1912 годах.

## Семья
Жена — Берта Кан, родилась в Германии. Сын — основоположник кибернетики Норберт Винер.

## Публикации
- French Words in Wolfram Von Eschenbach (неопр.). — 1893.
- Народные песни русских евреев, англ. Popular poetry of the Russian Jews (неопр.). — 1898.
- История литературы на идиш в XIX столетии, англ. The history of Yiddish literature in the nineteenth century (англ.). — 1899.
- The Ferrara Bible (неопр.). — 1900.
- Антологии русской литературы от начального периода до наших дней, англ. Anthology of Russian Literature from the Earliest Period to the Present Time (неопр.). — 1902 — 1903.
- Gypsies as fortune-tellers and as blacksmiths (англ.). — 1910.
- Philological fallacies: one in romance, another in Germanic (англ.). — 1914.
- Commentary to the Germanic laws and mediaeval documents (англ.). — 1915.
- Представление о русском народе, An Interpretation of the Russian People (неопр.). — 1915.
- Magdalen (with Josef Svatopluk Machar) (неопр.). — 1916.
- Contributions Toward a History of Arabico-Gothic Culture (англ.). — 1917 - 1921.
- Africa and the discovery of America (неопр.). — 1922.
- Современная драматургия в России, The contemporary drama of Russia. — 1924.
- The philological history of "tobacco" in America (англ.). — 1925.
- Mayan and Mexican origins (неопр.). — 1926.